# Minibus
En minibus er en større personbil, som i udseendet ligner en rigtig bus, og som har mindst tre sæderækker med to eller tre siddepladser pr. række. De minibusser som er udstyret med ni siddepladser kan transportere præcis lige så mange personer, som det er tilladt at befordre med B-kørekort. Eksempler på minibusser er Volkswagen Caravelle, Volkswagen Multivan, Mercedes-Benz Vito, Fiat Ducato, Ford Transit, Chevrolet Express/GMC Savana, Opel Vivaro, Renault Trafic, Peugeot Expert, Nissan Urvan og Toyota Hiace.